# Abú ul-Cásim

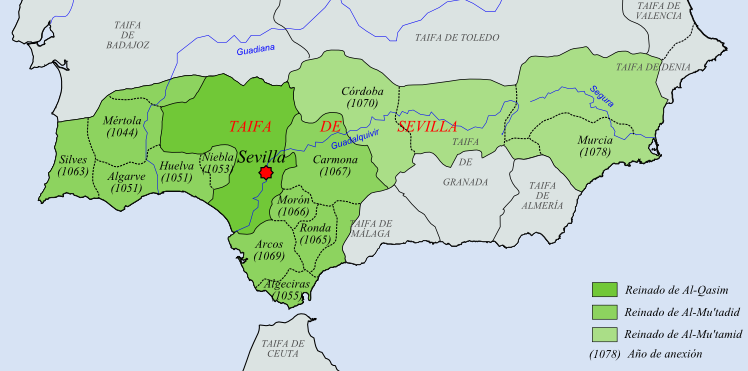
Taifa de Sevilla (S. XI)

Abú ul-Cásim Muhámmad ibn Abbad (Sevilla, ? – ibid., 25 de enero de 1042) fue un rey taifa de Sevilla (1023-1042), de la familia de los abadíes.
Perteneciente a la familia de los abadíes, de estirpe árabe, era un cadí (juez) de Sevilla en los turbulentos años de disgregación del Califato de Córdoba. Se hizo popular entre sus conciudadanos al organizar la resistencia contra los soldados de fortuna bereberes que estaban rapiñando los fragmentos en los que se estaba deshaciendo el Califato.
Al principio prometió gobernar con la ayuda de un consejo formado por los nobles de la ciudad, pero cuando su poder estuvo establecido, se otorgó la apariencia de un título legítimo protegiendo a un impostor que afirmaba ser el califa Hisham III. A su muerte en 1042, había creado un estado que, aunque débil en comparación con el entonces desaparecido califato, era fuerte comparado con los reinos de taifas que lo rodeaban. Hizo también de su familia los caudillos reconocidos de los musulmanes de origen árabe y muladí en contra de los elementos bereberes de Al-Ándalus, cuyo jefe era el rey zirí de Granada.
Fue el fundador de una dinastía que regiría Sevilla hasta su conquista por los almorávides en 1091. Le sucedió su hijo Al-Mutádid.
| Predecesor: – | Rey de Sevilla 1023-1042 | Sucesor: Al-Mutádid |

- Datos: Q305795